# Кремер, Эмиль Яковлевич
Кремер, Эмиль Яковлевич (25 июня 1863, Царское Село — не ранее 1917) —
художник-керамист, преподаватель майолики в Центральном училище технического рисования (ЦУТР) барона Штиглица, с 1902 — заведующий живописной мастерской Императорского фарфорового завода. Автор керамического декора некоторых зданий в Петербурге и в Массандровском дворце в Крыму.
Родился в царскосельской мануфактурной колонии Фриденталь, в семье фабриканта-колониста Якова Вениамина Кремера. Окончил петербургское Городское Владимирское училище. В 1881 поступил в недавно открытое (первые занятия в подготовительном классе начались в 1879 году) Училище технического рисования барона Штиглица. Среди его учителей были В. В. Матэ и Н. А. Кошелев; в классе майолики, открытом в 1881 году, преподавал «техник Императорского стеклянного завода» Иван Муринов.
В 1887, после окончания училища со званием «учёного рисовальщика», Кремер был командирован за границу, в Вену, для «усовершенствования в гравировании на меди крепкою водкою и для изучения керамических производств». В ходе поездки Кремер изучал теорию и практику керамического производства в Императорском училище прикладного искусства, а также окончил курс прикладной химии в лаборатории при Императорском Австрийском музее искусства и промышленности.
В 1890, после возвращения из пенсионерской поездки (планировавшейся как двухлетняя, но продлившейся три года), Кремер становится преподавателем класса майолики в Училище технического рисования.  С 1901 Кремер занимался устройством при училище керамической мастерской. Если в существовавшем классе майолики осуществлялось только декорирование готовых изделий, то открытие мастерской позволило бы организовать полный цикл керамического производства. Летом 1901 Кремер был отправлен в командировку для изучения керамических училищ в Теплице и Бунцлау (Болеславце) и керамического производства в Дании (где он смог ознакомиться только с живописными мастерскими Королевской мануфактуры и фарфорового завода), вернувшись из поездки с докладом о необходимом оборудовании и соответствующих расходах. 
С 1898 был женат на Надежде Николаевне Кошелевой, дочери профессора живописи Н. А. Кошелева, также как и Кремер преподававшего в Центральном училище технического рисования.
С октября 1901 Кремер получает должность техника и заведующего живописной и шлифовальной мастерских Императорского фарфорового завода[уточнить]. Одной из его работ на этой должности стал созданный в 1904 проект Пурпурового сервиза. Сервиз был закончен к 1907 году, выполнялся по указу императрицы Александры Федоровны и был предназначен для Большого Царскосельского дворца. Он включал в себя 1690 предметов и стал последним из крупных сервизов, выполненных на Императорском фарфоровом заводе.
В августе 1906 Кремер подал руководству фарфорового завода прошение об увольнении, в котором сообщал, что работа в мастерских подорвала его здоровье, а «вечером того дня, когда Императорские заводы осаждались толпою посторонних рабочих, предполагавших разгромить заводы» — речь идёт о событиях 1905 года, — с ним случился удар. Врачи констатировали у него «органическое поражение спинного и головного мозга»; в сентябре 1906 Кремер был уволен с завода, а в 1908 — со службы в Училище барона Штиглица (где, фактически, его уже с 1906 года замещал другой преподаватель).

## Работы
Архитектор М. Е. Месмахер, директор ЦУТРа, привлекал учеников для исполнения отделочных работ в проектируемых им зданиях — это давало им заработок и опыт выполнения серьёзных заказов. Вероятно, в 1882—1885 Кремер среди других учеников участвовал в выполнении изразцов для облицовки камина по проекту Месмахера в Венецианской (Адъютантской) комнате во дворце великого князя Владимира Александровича.

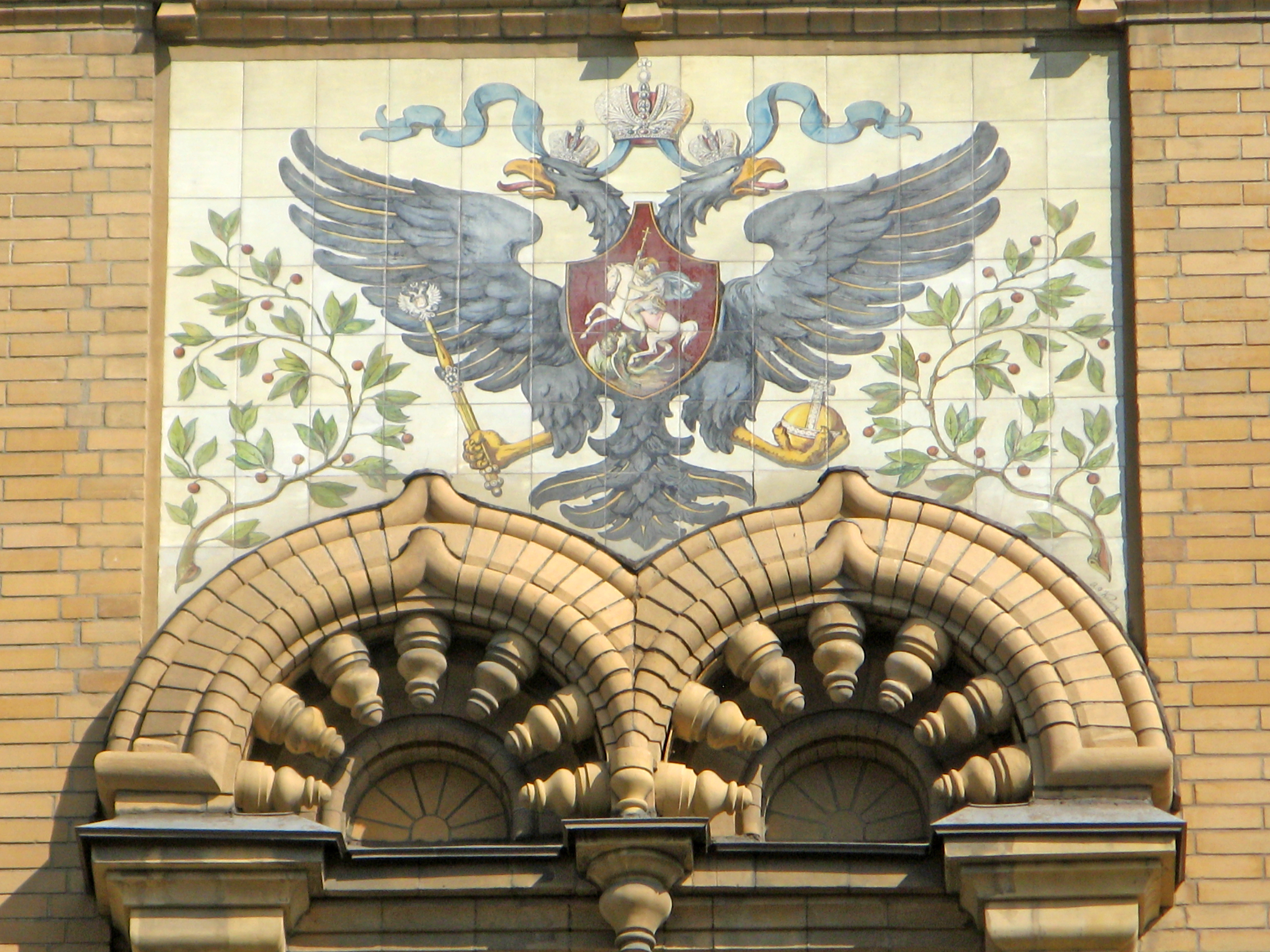
На одном из керамических панно Дома офицеров при реставрации была обнаружена подпись Кремера.

В 1897—1898 г.г. Кремером были выполнены два майоликовых панно на фасадах Офицерского собрания армии и флота, майоликовый декор храма Санкт-Петербургского подворья Киево-Печерской лавры и здания Мужской богадельни Евангелического общества в Лесном. Также он изготовил изразцы для камина и вестибюля в царском дворце в Верхней Массандре.